# 特谢拉-索阿里斯
特谢拉-索阿里斯是巴西巴拉那州的一个市镇。总面积902.793平方公里，总人口10337人，人口密度11.5人/平方公里。